# 파인더 (소프트웨어)
파인더(영어: Finder)는 맥 OS와 OS X 운영 체제에 쓰이는 기본 파일 관리자 및 그래픽 유저 인터페이스 셸로, 디스크, 네트워크 볼륨의 전반적인 사용자 관리를 책임지고 다른 응용 프로그램을 실행하는 일을 한다. 초창기 매킨토시 컴퓨터에 도입되었으며 애플IIGS의 GS/OS의 일부로도 존재하였다. 애플이 OS X로 말미암아 유닉스 기반 운영 체제로 돌아서면서 파인더를 완전히 새로 작성하게 되었다.
파인더는 맥을 시동한 뒤에 사용자가 상호 작용하는 최초의 프로그램이며 컴퓨터의 일반적인 룩 앤드 필을 나타낸다.

## 같이 보기
- 윈도우 탐색기